# José Roca Puget
José Roca Puget (Igualada, 1894-La Pobla de Claramunt, 1936) fue un propietario y político español, alcalde de Igualada entre 1927 y 1930.

## Biografía
Hijo primogénito (el hereu) del hacendado Jaime Roca Esteve y de Adelaida Puget Grases, nació en el seno de una familia de doce hijos. Su padre era doctor en Derecho, pero no ejerció nunca como jurista, sino que se dedicó a la explotación agropecuaria de Can Roca de la Pedrissa. Su madre era hermana de Carlos Puget, jefe de la Junta Carlista de Igualada.
A la muerte de su padre, se hizo cargo de la finca de Can Roca.
En agosto de 1926 fue nombrado concejal del Ayuntamiento de Igualada y en diciembre de 1927 asumió las funciones de alcalde accidental, siendo nombrado en pleno alcalde constitucional de Igualada el 18 de julio de 1928, cargo que desempeñó hasta el 26 de febrero de 1930.
Comprometido con la dictadura de Primo de Rivera, participó como orador en actos de afirmación patriótica en conmemoración del golpe de Estado del 13 de septiembre de 1923.
Estando al frente de la alcaldía, financió la Escuela de Artes y Oficios del Ateneo. En una ocasión, un representante del Sindicato Único le reprochó «Ustedes cuando les parece nos encarcelan», a lo que Roca contestó «Mientras yo sea alcalde, no se encarcelará a nadie por el solo hecho de pertenecer al Sindicato y menos, por ser obrero».
Durante la Segunda República militó en el partido Renovación Española. Iniciada la guerra civil española, fue asesinado por milicianos del Frente Popular, junto con otros diecisiete igualadinos, cerca del cementerio de La Pobla de Claramunt, en el lugar llamado La Boixera, el 17 de septiembre de 1936.
José Roca Puget tenía fama de caballerosidad y honradez. De acuerdo con Antonio Jorba Soler, cuando se disponían a ejecutarlo tras haber matado a la mayoría de los demás presos, uno de los milicianos trató de salvarle la vida alegando que, a pesar de ser «fascista», era una buena persona. José Roca replicó que si habían matado a sus compañeros, podían hacer lo mismo con él, ya que tanto ellos como él eran inocentes. Finalmente fue fusilado también.
En 1943 su cuerpo recibió cristiana sepultura en una cripta de la basílica de Santa María, junto con otras personalidades de la ciudad.
Estuvo casado con María del Pilar Vilaplana Forcada (hija de una de las familias más arraigadas en la Plana de Vic, llamada El Pujolar), con la que tuvo cinco hijas, tres de las cuales fueron monjas.
Uno de sus once hermanos fue Ramón Roca Puget, religioso franciscano conocido como Fray Bartolomé de Igualada, ingeniero y médico capuchino; gracias a sus conocimientos se edificó la catedral de Sibundoy (Colombia), en la cual se encuentran sus restos mortales, y en su honor se fundó la institución educativa de Fray Bartolomé de Igualada. Un primo hermano suyo, Francisco Matosas Roca, fue alcalde de Igualada tras la guerra civil.